# Rhynchopsilopa ceylonensis
Rhynchopsilopa ceylonensis är en tvåvingeart som beskrevs av Cresson 1937. Rhynchopsilopa ceylonensis ingår i släktet Rhynchopsilopa och familjen vattenflugor.
Artens utbredningsområde är Sri Lanka. Inga underarter finns listade i Catalogue of Life.